# جیت کان دو
جیت کان دو (به چینی: 截拳道) یکی از سبک‌های مدرن هنرهای رزمی است که توسط بروس‌لی، رزمی‌کار و بازیگر معروف سینما پایه‌گذاری شد. این سبک یکی از سبک‌های چینی مدرن و ترکیبی مختص دفاع شخصی است که تمامی فنون آن کاربردی است و از فنون نمایشی و مسابقاتی پرهیز کرده است.

دایره وسطی لوگو مفهوم یین و یانگ است. پیکان های اطراف آن در حال چرخش هستند نشان دهنده تعامل بی پایان میان یین و یانگ هستند. حروف چینی اطراف آن: استفاده از هیچ راهی به عنوان راه. عدم محدودیت به عنوان محدودیت.

پایهٔ تکنیک‌های جیت کان دو براساس سبک وینگ‌چون طراحی شده است، چرا که بروس‌لی تمرینات کلاسیک رزمی خود را از نوجوانی در هنگ کنگ زیر نظر استاد ییپ من استاد بزرگ این سبک انجام داده بود.

بروس‌لی و استادش ییپ

فنون وینگ‌چون در جیت کان دو به شکلی تغییر یافته‌اند که کاربردی‌تر باشند. این رشته توسط شاگردان بروسلی بعد از مرگ او به دو زیرشاخهٔ “جیت کان دوی واقعی (اورجینال)“ و “جیت کان دوی کانسپت (کلی)“ تقسیم شد. در جیت کان دوی کانسپت استفاده از سلاح‌های سرد از جمله نانچیکو، چوب‌های کوتاه و بلند، چاقو و…(سلاح های کالی اسکریما) نیز در آن بسیار گسترده‌تر است. همچنین بسیاری از ضربات و حرکات سایر هنرهای رزمی از جمله تای چی، ووشو، شائولین کونگ‌فو، بوکس، کشتی، شمشیربازی، ساواته، تکواندو، پنچاک سیلات، کالی اسکریما، جودو، جوجیتسو، کاراته، آیکیدو، هاپکیدو و موی تای به جیت کان دو افزوده شده است. در واقع جیت کاندو ی کانسپت توسط برخی شاگردان بروسلی «دان اینوسانتو» ابداع شد و بیشتر تمرکزش بر روی گفته‌ها و نوشته‌های بروسلی بود تا چیزی که خودش تدریس می‌کرد.
این در حالی است که جیت کان دوی اورجینال بیشتر به چیزی که خود بروسلی تدریس می‌کرد نزدیک است و هیچ چیز اضافه ای را شامل نمی‌شود. تمرکز اصلی این زیرشاخه بر اصولی همانند خود کونگ فوی چینی، شمشیر بازی، بوکس غربی، و همین‌طور ترکیبی از تکنیک‌های ساده و در عین حال کاربردی تر دارد. برخی معتقدند که جیت کان دو همان «جان فان کونگ‌فو» هست. اما لازم است ذکر شود که جیت کاندو پس از جان فان کونگ فو توسط بروسلی برای حذف و اضافه کردن برخی مباحث و اصول رزمی ابداع شد و درواقع جیت کان دو نسخهٔ اصلاح شده و پیشرفته تر جان فان کونگ فو است. او بیشتر وینگ‌چون را یادگرفت و جیت کاندو را از طریق وینگ‌چون ابداع کرد.

## احترام در جیت کان دو
در جیت کان دو، قبل از هر کاری باید احترام و آداب و رسوم آن را آموخت زیرا به نظر بروس لی احترام به یک دیگر، مهم‌تر از خود جیت کان دو است همان‌طور که او بارها در کتاب تائوی جیت کان دو یاد آورد شده است که قبل از یادگرفتن جیت کان دو احترام را یاد بگیرید و ''هم‌زمان با یادگیری جیت کان دو درون خود را بشناسید''. از این رو در جیت کان دو اهمیت زیادی به احترام داده می‌شود.

## مراحل آموزش جیت کان دو
- فنون مشت، لگد، آرنج، زانو
- فنون حیوانات
  - ضربات سر
- ضربات پرشی
- ضربات تکل و قیچی
- زیرگیری، کمرگیری
- نبرد در خاک
- فنون قفل گردن
- قفل مفاصل و رهایی
- دستان چسبناک
  - انواع سلاح سرد

## تفاوت‌های جیت کان دو و وینگ‌چون
یکی از تغییرهای اساسی که بروس لی در سیستم چی سائو وینگ‌چون انجام داد، شکل ایستادن هنگام انجام چی سائو بود. در وینگ چون سنتی پاها روبروی هم و به اندازه عرض شانه‌ها از هم جدا می‌باشند، پاشنه‌ها به طرف بیرون و زانوها به طرف داخل قرار می‌گیرند. به نظر بروس لی این ایستادن باعث کندی و سنگینی حرکت بدن بود و قسمت زیادی از بدن در معرض ضربه حریف قرار داشت، برای همین در جیت کان دو، چی سائو با پای راست یا چپ جلو ایستاده و پاشنه پای عقب بالا انجام می‌شود.
دیگر تغییر بروس لی روی فوک سائو بود که برخلاف وینگ چون سنتی، تکنیک‌های دست را با پشت دست، ساعد یا بند انگشتان که آن‌ها را غیرطبیعی و موجب زخمی شدن فرد می‌دانست، انجام نمی‌داد و ضربات دست را به سبک بوکسورها اجرا می‌کرد.

## ابداع سبک جیت کان دو
پس از سفر بروس لی از هنگ کنگ به امریکا و عدم دسترسی به استاد ییپ من، او به فکر ایجاد روشی رزمی افتاد.
ایده جیت کان دو در سال ۱۹۶۵ در ذهن بروس‌لی متولد شد. مبارزه با وان جک مان تأثیر بسزایی بر فلسفه مبارزه بروس‌لی گذاشت. با آن که بروس حریفش را به طرز فجیعی شکست داد، اما معتقد بود که آن مبارزه بیشتر از حد معمول طول کشیده و او نتوانسته است آن طور که انتظار دارد از تکنیک‌های وینگ چون استفاده کند، به علاوه او دیگر نمی‌توانست به یادگیری و تکمیل هنر رزمی وینگ‌چون بپردازد چون فرسنگ‌ها از استادش دور بود.
او به سیستمی احتیاج داشت تا به شکوفایی هرچه بیشتر داشته‌هایش بپردازد. به همین خاطر با تأکید بر «کاربردی بودن، انعطاف‌پذیری، سرعت و کارآمدی» به توسعهٔ سیستم جدیدی پرداخت. او شروع به استفاده از روش‌های آموزشی متفاوتی کرد: بدنسازی برای افزایش قدرت، دویدن برای افزایش استقامت، تمرینات کششی برای انعطاف‌پذیری و بسیاری از روش‌های دیگر که او دائماً در حال منطبق کردن با سیستمش بود.
لی بر آنچه که «روش بی روشی» می‌نامید بسیار تأکید داشت. ایده‌ای که بیان‌گر رهایی از روش‌های فرمالیته -همان سبک‌های سنتی- بود. بروس لی احساس می‌کرد سیستمی که او «جان فان ووشو» (آموخته‌های بروس لی از هنرهای رزمی) نامیده است، محدودکننده است و به همین خاطر آن را به آنچه که با نام جیت کان دو توصیفش کرد، تغییر شکل داد. نامی که بعدها از مطرح کردن آن اظهار پشیمانی کرد چون از نام جیت کان دو نیز ویژگی‌های خاصی برداشت می‌شد که هر سبکی به نوبه خود ادعا می‌کند، درحالی که ایدهٔ هنر رزمی او خروج از هر گونه عوامل محدودکننده بود.

جیت کان دو‌ در ایران
سبک جیت کان دو در ایران چند سالیست که در فدراسیون ووشو ایران به رسیمیت شناخته شده و الان مربیان زیادی در سبک خود دارد که از آن میان میتوان به سعید صفری اشاره کرد او یکی از مربیان برجسته و شناخته شده کشور میباشد.او مربی این سبک ، قهرمان و اولین ملی پوش سبک جیت کان دو بروس لی پس از رسمی شدن این سبک در فدراسیون ووشو میباشد.وی در ترویج و آموزش جیت کان دو در ایران و تهران نقش بسیار مهمی داشته است.